# Sextus Quintilius Maximus
Sextus Quintilius Maximus (* in Alexandria Troas; † 182 in Rom) war ein römischer Politiker und Senator.
Maximus stammte aus Alexandria Troas in der Provinz Asia. Entweder war er ein Sohn des Sextus Quintilius Condianus oder des Sextus Quintilius Valerius Maximus. Im Jahr 172 wurde Maximus ordentlicher Konsul. 
Allem Anschein nach war Maximus Legat von Pannonia superior. Nach Cassius Dio führten 178/179 in Pannonien zwei Quintilii die militärischen Operationen. Der herrschenden Ansicht nach waren es Maximus als Statthalter in Pannonia superior und sein Bruder oder Cousin Sextus Quintilius Condianus als Legat in Pannonia inferior. Sie wurden vielleicht 175 eingesetzt, als zumindest in Pannionia inferior ein Statthalterwechsel erfolgte, und blieben wohl bis 179 in Pannonien, als Condianus nach Rom zurückkehrte, um dort 180 sein Konsulat anzutreten. Maximus wurde im Jahr 182 von Commodus hingerichtet.